# Poisk (módulo da ISS)

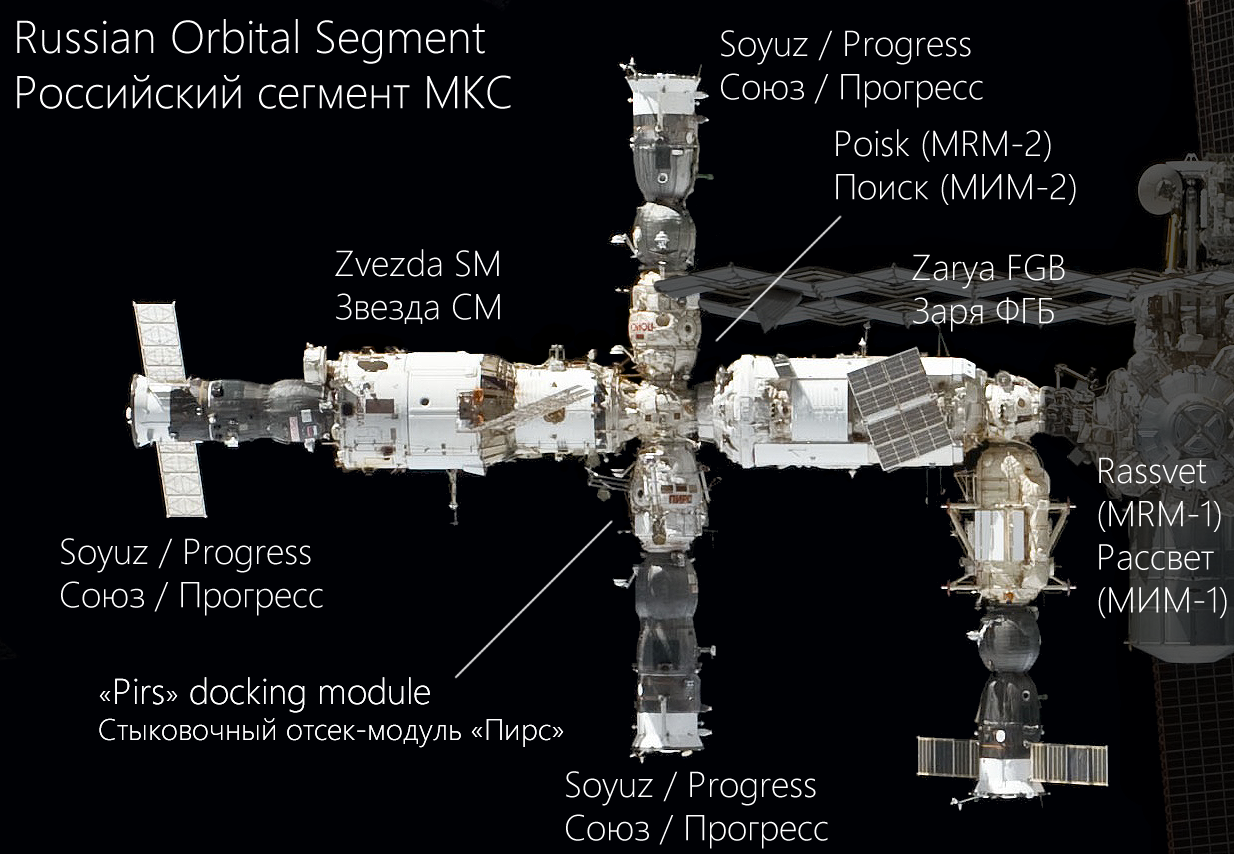
Visão dos módulos da ISS, no topo o MMP-2 (MRM2 na sigla em inglês)

Poisk, também conhecido como Minimódulo de Pesquisa 2 (MRM 2), é um módulo russo de´pesquisas da Estação Espacial Internacional. Seu nome original era Módulo de Atracagem 2 (DC2 na sigla em inglês). É quase idêntico ao Pirs. Foi acoplado na escotilha zênite do módulo Zvezda em 12 de novembro de 2009, depois de lançado de Baikonur dois dias antes,  no topo de uma nave espacial Progress modificada, impulsionado por um foguete Soyuz.
O módulo será utilizado para a acoplagem das cápsulas Soyuz e dos veículos de carga Progress e como uma câmara para passeios espaciais. MRM2 também fornecerá energia e pontos de conexão para transmissão de dados para duas interfaces externas científica, que  serão desenvolvidos pela Academia Russa de Ciências. A massa do módulo é 4.000 kg e fornece 12,5 metros cúbicos de volume interno.